# أندريا بارولا
أندريا بارولا (بالإيطالية: Andrea Parola)‏ (مواليد 22 أبريل 1979 في بيزا - إيطاليا) لاعب كرة قدم إيطالي يلعب حاليا لصالح نادي الدرجة الأولى كالياري الإيطالي منذ 2007 في مركز الوسط المحوري .

## روابط خارجية
- أندريا بارولا على موقع الاتحاد الأوربي (الإنجليزية)
- أندريا بارولا على موقع قاعدة بيانات كرة القدم.إي يو (الإنجليزية)
- أندريا بارولا على موقع Soccerway.com (الإنجليزية)
- أندريا بارولا على موقع عالم كرة القدم.نت (الإنجليزية)
- أندريا بارولا على موقع كووورة